# Два холма
«Два холма» — российский комедийный фантастический телесериал в жанре постапокалипсис онлайн-кинотеатра «START».
Премьерный показ первого сезона состоялся на видеосервисе «START» 28 апреля 2022 года. 14 июля 2022 года вышел специальный эпизод первого сезона «Фильм о фильме. Два холма», с подзаголовком «Все о подругах и приматах» — это документальный фильм, рассказывающий о съёмках сериала.

## Сюжет
Действие фильма разворачивается в 2140 году, через сто десять лет после того, как в результате применения биологического оружия на Земле вымерли практически все мужчины. Оставшиеся женщины создали идеальный мир, в котором нет войн, болезней и насилия. Они живут в небольших городках под защитой мощного силового поля, в гармонии с природой. В каждом городе есть несколько тщательно отобранных особей мужского пола («Хранителей семени»), задача которых — продление человеческого рода. Люди стали жить необычайно долго, средняя продолжительность жизни человека выросла до ста пятидесяти лет.
Однако не все оставшиеся мужчины согласны подчиняться законам и правилам, установленным женским большинством. Они собираются небольшими группами в развалинах городов, разыскивая продукты и вещи, оставшиеся от прежней цивилизации. Женщины презрительно называют их «приматами». Основной закон «приматов» — право сильного, победитель получает всё — алкоголь, лучшую еду, женщин.
В городе Два холма, расположенном около руин Москвы, проживает молодая учительница Рада. Однажды Рада, сопровождающая школьную экскурсию в Москву, попадает в плен к «приматам», но её спасает местный житель Гера. Рада возвращается в Два холма, но и Гере приходится бежать из своей группы, так как он оскорбил предводителя «приматов» — Барона. Благодаря счастливой случайности Гере удается проникнуть в город Два холма, где его принимают за Хранителя семени и окружают заботой и вниманием. Там он снова встречается с Радой и между ними возникает симпатия, переходящая в настоящую любовь.
Постепенно выясняется, что во внешне процветающем городе Два холма далеко не всё благополучно — Мать города Вера Надеждовна замешана в контрабандной торговле, она тесно связана с вождем «приматов» Бароном, нарушая все законы города. Мама Рады, Елена Зоевна, пытается выиграть выборы и стать новой Матерью города, но Вера Надеждовна применяет самые грязные методы, чтобы провалить конкурентку. Она вызывает в город «приматов» Барона и сваливает вину за случившееся на Геру, Раду, её мать и бабушку. Женщины по приговору суда отправляются в колонию, где в строжайшей тайне незаконно выращиваются священные яблоки для Двух холмов. И руководит этой аферой Мать города Вера Надеждовна. В колонию проникают Гера, а позже и Барон, влюбившийся в Елену Зоевну, и поднимают там восстание. Из другого города приезжает с проверкой Верховная Мать и разоблачает Веру Надеждовну.
Новой матерью Двух холмов становится Елена Зоевна, которая, несмотря на поступок Барона, первым делом провозглашает борьбу с «приматами» до победного конца.

## Актёры и персонажи

### В главных ролях
- Пелагея Невзорова — Рада Еленовна, молодая учительница в городе Два холма
- Никита Кологривый — Гера, парень из посёлка «приматов»
- Жанна Эппле — Зоя Николаевна Пожарская, бабушка Рады
- Анна Снаткина — Елена Зоевна, мама Рады, советница по культуре (1 сезон), мать города Два Холма (со 2 сезона)
- Светлана Камынина — Вера Надеждовна, бывшая (временная во втором сезоне, 6, 7, 8 серии) мать города Два холма
- Марина Кондратьева — Ася, судейка города Два холма
- Ольга Веникова — Ия, подруга Рады
- Марина Богатова — Клавдия, кгбэшка
- Филипп Бледный — Юлий, хранитель семени
- Дмитрий Белоцерковский — Люций, хранитель семени
- Владимир Епифанцев — Барон, предводитель «приматов»
- Андрей Скороход — Крыса
- Константин Фёдоров — Мясник
- Жаннат Керимбаев — Артист

### Остальные
- Кристина Кучеренко — голос ИИ Лариса (первый сезон) / голограмма «во плоти» (шестая, седьмая и восьмая серии второго сезона)
- Валерий Скорокосов — Виталий, дедушка Геры
- Лина Подлужная — певица Ракушечка
- Евгения Дмитриева — Ядвига Кристиновна, верховная мать России

## Список сезонов
| Сезон | Сезон | Серии | Период трансляции        |
| ----- | ----- | ----- | ------------------------ |
|       | 1     | 13    | 28 апреля — 7 июля 2022  |
|       | 2     | 13    | 6 июня — 22 августа 2023 |
|       | 3     | 13    | 27 мая – 5 августа 2025  |

## Съёмки
Съёмки сериала проходили с августа по ноябрь 2021 года. Натурные съёмки города Два холма проводились в парке Краснодар в Краснодаре.
Съёмки второго сезона были завершены в ноябре 2022 года. В новом сезоне режиссёром стал Аскар Бисембин, большинство актёров, участвовавших в съёмках первого сезона, вернулись к своим ролям.
Премьерный показ второго сезона, состоящего из 13 серий, состоялся на платформе START с 6 июня 2023 года. В 2024 году начались съемки 3 сезона. Премьера нового сезона состоялась 27 мая 2025 года. 5 августа 2025 года вышел заключительный эпизод 3 сезона, в сцене после титров которого был анонсирован выход фильма "Два холма. Начало", который расскажет предысторию сериала.